# Coupe du Continent
La Coupe du Continent ou Coupe continentale de la KHL (du russe : Кубок Континента, Koubok Kontinenta), est attribuée annuellement à l'équipe ayant le plus de points à l'issue de la saison régulière de la Ligue continentale de hockey (KHL).
Elle a été décernée pour la première fois lors de la seconde saison de la KHL. Le vainqueur de la première saison de la KHL, le Salavat Ioulaïev Oufa, a simplement été désigné vainqueur de la saison régulière.
Le nom du trophée a été élu par les votes des internautes sur le site de la KHL. Plusieurs autres noms étaient proposés comme la Coupe du Leader, la Coupe Souvorov, la Coupe de l'amitié des Peuples et la Coupe « Notre jeu ». La Coupe du Continent a reçu 58,57 % des votes (14 118 votes).

## Liste des vainqueurs
| O | Membre de la conférence Ouest |
| E | Membre de la conférence Est   |

| Saison    | Équipe | Équipe                    | Matchs | Points | Séries éliminatoires                                             |
| --------- | ------ | ------------------------- | ------ | ------ | ---------------------------------------------------------------- |
| 2009-2010 | E      | Salavat Ioulaïev Oufa (1) | 56     | 129    | Défaite en finale de conférence (Ak Bars Kazan)                  |
| 2010-2011 | E      | Avangard Omsk (1)         | 54     | 118    | Défaite en demi-finale de conférence (Metallourg Magnitogorsk)   |
| 2011-2012 | E      | Traktor Tcheliabinsk (1)  | 54     | 114    | Défaite en finale de conférence (Avangard Omsk)                  |
| 2012-2013 | O      | SKA Saint-Pétersbourg (1) | 52     | 115    | Défaite en finale de conférence (HK Dinamo Moscou)               |
| 2013-2014 | O      | HK Dinamo Moscou (1)      | 54     | 115    | Défaite en quart-de-finale de conférence (Lokomotiv Yaroslavl)   |
| 2014-2015 | O      | HK CSKA Moscou (1)        | 60     | 139    | Défaite en finale de conférence (SKA Saint-Pétersbourg)          |
| 2015-2016 | O      | HK CSKA Moscou (2)        | 60     | 127    | Défaite en finale de la Coupe Gagarine (Metallourg Magnitogorsk) |
| 2016-2017 | O      | HK CSKA Moscou (3)        | 60     | 137    | Défaite en demi-finale de conférence (Lokomotiv Iaroslavl)       |
| 2017-2018 | O      | SKA Saint-Pétersbourg (2) | 56     | 138    | Défaite en finale de conférence (CSKA Moscou)                    |
| 2018-2019 | O      | HK CSKA Moscou (4)        | 62     | 106    | Victoire en finale de la Coupe Gagarine (Avangard Omsk)          |
| 2019-2020 | O      | HK CSKA Moscou (5)        | 62     | 94     | Fin de saison annulée en raison de la pandémie de Covid-19       |
| 2020-2021 | O      | HK CSKA Moscou (6)        | 60     | 91     | Défaite en finale de la Coupe Gagarine (Avangard Omsk)           |
| 2021-2022 | -      | Non décerné               | 45-50  | -      | -                                                                |
| 2022-2023 | O      | SKA Saint-Pétersbourg (3) | 68     | 105    | Défaite en finale de conférence (HK CSKA Moscou)                 |
| 2023-2024 | O      | HK Dinamo Moscou (2)      | 68     | 98     | Défaite en quart de finale (Traktor Tcheliabinsk)                |
| 2024-2025 | O      | Lokomotiv Iaroslavl (1)   | 68     | 102    | Remporte la Coupe Gagarine                                       |